# أمانة محافظة جدة
أمانة محافظة جدة ويطلق عليها اسم البلدية وتقع آخر شارع الأمانة في مدينة جدة، وهي أحد الإدارات الحكومية المسؤولة عن تطوير مدينة جدة وضواحيها في كافه مرافقها من التخطيط العمراني وتوفير الطرق والإنارة والتجهيزات الأساسية وتحسين وتجميل المدينة، بالإضافة إلى إدارة الخدمات اللازمة للحفاظ على نظافة وصحة البيئة. تبلغ مساحة مدينة جدة حوالي 748 كم2، وعدد سكانها حوالي 3,2 مليون نسمة تعتبر جدة ثاني أكبر مدن المملكة العربية السعودية بعد مدينة الرياض.

## نبذة تاريخية
حتى بداية القرن الرابع عشر الهجري أي منذ أكثر من مائة عام كان يدير أمور مدينة جدة شخص يسمى «المحتسب» يتمتع بصلاحيات واسعة ويقوم بأداء كافة الخدمات التي تقوم بها حاليا الدوائر الحكومية المختلفة، يعاونه سبعة أشخاص فقط هم: الشيخ محمد المحتسب أول رئيس لبلدية جدة في عهد الدولة العثمانية، أحمد قمصاني ثاني رئيس لبلدية جدة في عهد الدولة العثمانية، عبد الكريم حبيب ثالث رئيس لبلدية جدة عام 1306 هـ في عهد الدولة العثمانية، أحمد عارف كان رئيسا لبلدية جدة في عهد الدولة العثمانية، سليمان قابل تولى رئاسة بلدية جدة في أواخر عهد الدولة العثمانية وفي عهد الحكومة الهاشمية، محمد صالح نصيف كان آخر رئيس لبلدية جدة في عهد الدولة العثمانية.

## رؤساء بلدية جدة

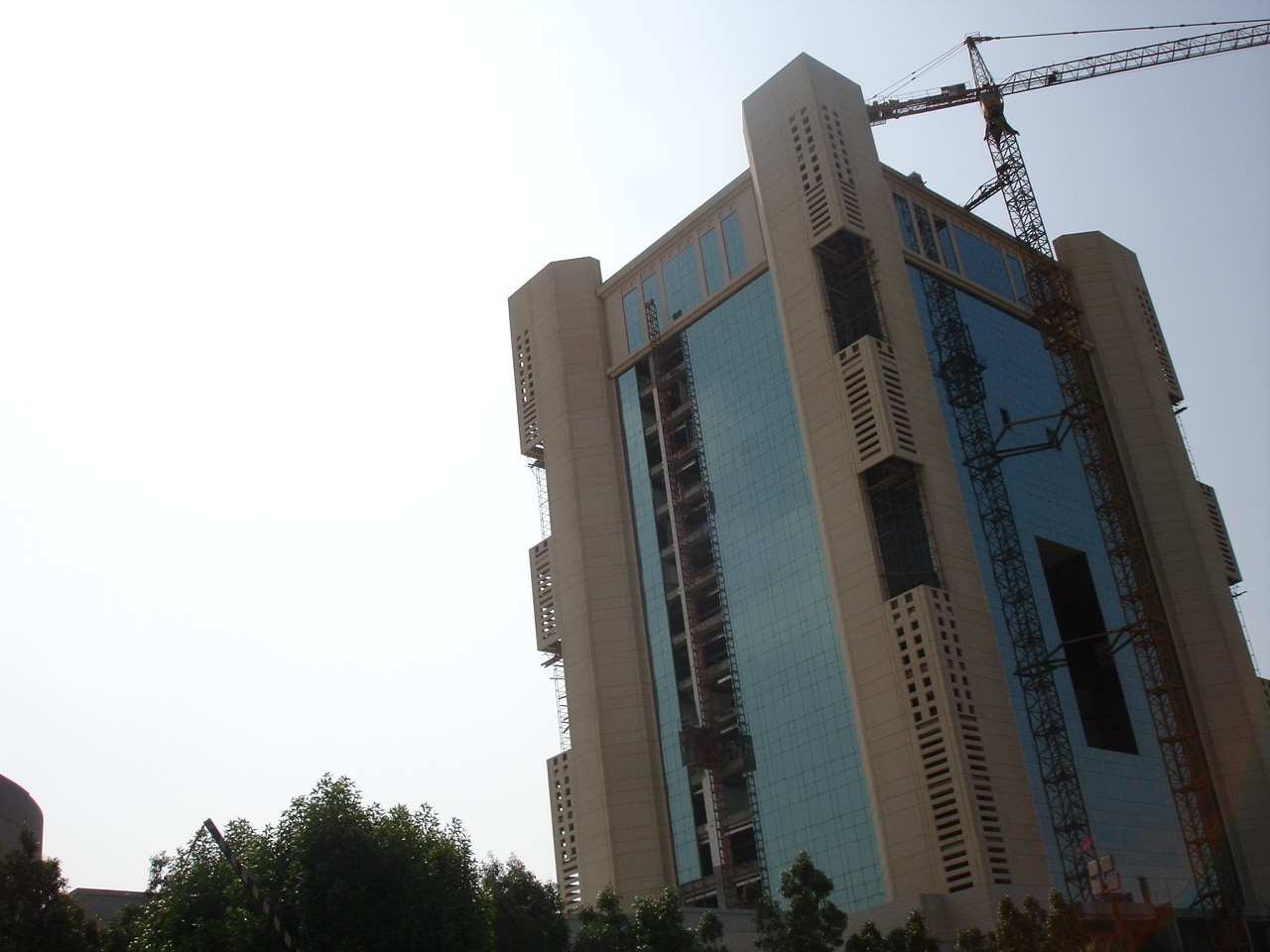
صورة أخذت في صيف 2006

رؤساء بلدية جدة في العهد السعودي هم كما يلي:
- أ. علي سلامة 22/06/1344 - 04/01/1363 هـ.
- أ. محمد هزازي 04/01/1363 - 19/02/1369 هـ.
- أ. جميل جوخ دار  20/02/1369 - 20/05/1369 هـ.
- أ. عمر نصيف 20/05/1369 - 04/04/1370 هـ.
- أ. عبد الله بحيري 05/04/1370 - 09/05/1374 هـ.
- أ. عمر باناجة 01/10/1375 - 01/10/1381 هـ.
- أ. عبد الله القصيبي 30/05/1381 - 30/05/1383 هـ.
- أ.  علي أبو العلى 01/05/1383 - 30/05/1384 هـ.
- أ. علي فدعق 01/06/1384 - 30/01/1386 هـ.
- أ.  حميد الحمادي 01/02/1386 - 03/04/1386 هـ.
- أ. وهيب زقر 01/05/1386 - 03/01/1387 هـ.
- أ.  عبد الله الجفري 01/02/1387 - 09/11/1391 هـ.
- أ.  عثمان مال 09/11/1391 - 11/07/1392 هـ.
- د. محمد سعيد فارسي 12/07/1392 - 29/03/1407 هـ.
- د. محمد علي قطان 01/04/1407 - 17/01/1408 هـ.
- د. خالد محمد عبد الغني 01/02/1408 - 02/03/1418 هـ.
- د. نزيه بن حسن نصيف 03/03/ 1418 - 03/05/1421 هـ.
- د. أحمد فؤاد  عبد الفتاح 05/05/1421 - 22/01/1422 هـ.
- م. عبد الله يحي المعلمي 22/01/1422 - 25/01/1426 هـ.
- م. عادل محمد فقيه 25/01/1426 – 10/09/1431 هـ.
- أ.د. هاني محمد أبوراس 10/09/1431 – 06/09/1439.
- أ. صالح بن علي التركي 27 يوليو 2018 حتى الآن

## منصة مدينتي
منصة مدينتي، هي منصة رقمية سعودية موحدة للرقابة والتحكم بإدارة حركة النفايات تابعة لأمانة محافظة جدة، تم إنشائها عام 2021م، وتهدف المنصة إلى حصر المنتجين من أصحاب الرخص التجارية والإنشائية كافة، وتطبيق اشتراطات الناقلين لرفع مستوى الخدمة المقدمة، وتمتاز بنظام تتبع موحد وتصدر الاشعارات والتنبيهات اللازمة الكترونياً كما في حالات الدخول للمناطق المحظورة والتي بلغت480 منطقة مراقبة، وتسهم في متابعة الخطط التشغيلية للمشروعات.

## وصلات خارجية
- موقع الأمانة